# Hapatesus gundus
Hapatesus gundus là một loài bọ cánh cứng trong họ Elateridae. Loài này được Neboiss miêu tả khoa học năm 1957.